# Balkanboswachter
De Balkanboswachter (Hipparchia syriaca) is een vlinder uit de onderfamilie Satyrinae van de familie Nymphalidae, de vossen, parelmoervlinders en weerschijnvlinders.
De vlinder lijkt sterk op de grote boswachter (H. fagi). De soort komt voor in Zuidoost-Europa, en Turkije en op Cyprus. Hij kan tot 1900 meter boven zeeniveau worden aangetroffen, maar vliegt meest tot 1300 meter. De vlinder houdt van droge open bossen en struweel.
Als waardplanten gebruikt de Balkanboswachter soorten witbol (Holcus). Hij vliegt in een jaarlijkse generatie van mei tot in september.